# Ranchería de Sila
Ranchería de Sila, även kallad Ejido de Sila, är en ort i Mexiko, tillhörande kommunen Jiquipilco i den nordvästra delen av delstaten Mexiko. Orten hade 370 invånare vid folkräkningen 2010.